# 1835 год в литературе

## События
- 28 февраля впервые опубликован первый печатный свод финского эпоса «Калевала».

## Книги
- «Анджело, тиран Падуанский» — пьеса Виктора Гюго.
- «Арабески» — сборник произведений Николая Гоголя.
- «Береника» — рассказ Эдгара По.
- «Вий» — повесть Николая Гоголя.
- «Ганнибал» — пьеса Христиана Дитриха Граббе.
- «Египетские ночи» — повесть Александра Пушкина.
- «Женитьба» — пьеса Николая Гоголя.
- «Записки о путешествии по югу Франции» (Notes d’un voyage dans le Midi de France) — произведение Проспера Мериме.
- «Коляска» — повесть Николая Гоголя.
- «Маскарад» — пьеса Михаила Лермонтова.
- «Миргород» — сборник повестей Николая Гоголя.
- «Молодой Браун» — новелла Натаниела Готорна.
- «Морелла» — рассказ Эдгара По.
- «Необыкновенное приключение некоего Ганса Пфааля» — рассказ Эдгара По.
- «Парацельс» — драматическая поэма Роберта Браунинга.
- «Путешествие в Арзрум во время похода 1829 года» — произведение Александра Пушкина.
- «Сказка о рыбаке и рыбке» — сказка Александра Пушкина.
- «Старосветские помещики» — повесть Николая Гоголя.
- «Тарас Бульба» — повесть Николая Гоголя (первая редакция, вторая редакция — 1842).
- «Тысяча и одна ночь» — опубликовано первое полное печатное издание на языке оригинала.

### Литературоведение
- «Ничто о ничём» — статья В. Г. Белинского.
- «О русской повести и повестях г. Гоголя („Арабески“ и „Миргород“)» — статья В. Г. Белинского.
- «Стихотворения В. Бенедиктова» — статья В. Г. Белинского.

## Родились
- 10 января — Фукудзава Юкити, японский писатель, переводчик и философ (умер в 1901).
- 17 января — Антанас Баранаускас (Antanas Baranauskas), литовский священник, поэт и языковед (умер в 1902).
- 28 января — Константин Дмитриевич Головщиков, историк-краевед, писатель и журналист (умер в 1900).
- 29 января — Сара Чонси Вулси, американский автор произведений для детей, писавшая под псевдонимом Сьюзан Кулидж (умерла в 1905).
- 8 февраля — Захария Аструк, французский художник, журналист, скульптор, композитор и поэт (умер в 1907).
  - Вильгельм Йорген Бергзое, датский писатель, поэт (умер в 1911).
- 15 февраля — Деметриус Викелас, греческий коммерсант, поэт, филолог (умер в 1908).
- 21 февраля — Николай Александрович Маев, русский писатель, журналист (умер в 1896).
- 27 февраля — Джузеппе Гверцони, итальянский революционер, писатель и историк (умер в 1886).
- 13 марта — Леон Кладель (Léon Cladel), французский писатель (умер в 1892).
- 23 апреля — Николай Герасимович Помяловский, русский писатель (умер в 1863).
- 17 (29) апреля — Вера Петровна Желиховская, русская писательница (умерла в 1896).
- 9 мая — Максим Алексеевич Антонович, русский литературный критик и публицист (умер в 1918).
- 30 мая — Альфред Остин, английский поэт (умер в 1913).
- 27 июля — Джозуэ Кардуччи (Giosuè Carducci), итальянский поэт, лауреат Нобелевской премии по литературе 1906 года (умер в 1907).
- 1 августа — Александр Иванович Левитов, русский писатель (умер в 1877).
- 22 сентября — Александр Афанасьевич Потебня, украинский и русский языковед и литературовед (умер в 1891).
- 4 октября — Григорий Николаевич Потанин, русский географ, этнограф, публицист, фольклорист (умер в 1920).
- 26 сентября (8 октября) — Евгений Львович Марков, русский писатель-путешественник, литературный критик, этнограф (умер в 1903).
- 31 октября — Кришьянис Барон, латышский писатель, фольклорист и общественный деятель, собиратель латышских народных песен (умер в 1923).
- 21 октября (2 ноября) — Дмитрий Дмитриевич Минаев, русский поэт-сатирик, журналист, переводчик, критик (умер в 1889).
- 30 октября (11 ноября) — Николай Михайлович Павлов, русский писатель, историк, публицист (умер в 1906).
- 2 ноября — Гаральд Оссиан Визельгрен, шведский писатель (умер в 1907).
- 30 ноября —
- Марк Твен, американский писатель (умер в 1910).
- Элихио Анкона, мексиканский писатель (умер в 1893).
- Фёдор Иванович Заревич, украинский писатель (умер в 1879).
- Ксенофонт Григорьевич Климкович, галицийский писатель (умер в 1881).
- Ипполит Иосифович Лютостанский, католический ксёндз, писатель (умер в 1915).
- Раффи (Акоп Мелик-Акопян), армянский писатель и поэт (умер в 1888).
- Александр Васильевич Яковлев, русский писатель и общественный деятель (умер в 1868).
- Мирза Насрулла Бахар Ширвани, азербайджанский поэт (умер в 1883).
- Неофит (Пагида), греческий духовный писатель (умер в 1892).

## Умерли
- 2 января — Август Фридрих Эрнст Лангбейн, немецкий писатель (родился в 1757).
- 20 марта — Генри Дэвид Инглис, английский писатель (родился 1795).
- 25 марта — Фридерика Брун, немецкая писательница (родилась в 1765).
- 16 мая — Фелиция Доротея Хеманс, английская поэтесса (родилась в 1793).
- 17 мая – Карл Судимир Шнейдер, чешский поэт, писатель (родился в 1766).
- 6 июля — Матия Чоп, словенский языковед, историк литературы и критик (родился в 1797).
- 12 июля — Кориолан Ардуэн, гаитянский поэт (родился в 1812).
- 21 октября — Мутхусвами Дикшитар,  индийский поэт (род. 1775).
- 22 октября (2 ноября) — Дмитрий Иванович Хвостов, русский поэт (родился в 1757).
- 5 декабря — Август фон Платен, немецкий поэт и драматург (родился в 1796).
- 6 декабря — Карл Генрих Йорденс, немецкий историк литературы (родился в 1757).
- Василий Потапьевич Знаменский, российский правовед, литератор (год рождения неизвестен).
- Луи-Франсуа-Жозеф Ромей, французский писатель (родился в 1759).